# チームスマイル
一般社団法人チームスマイルは、2011年3月11日に発生した東北地方太平洋沖地震（東日本大震災）を受けて娯楽界において復興支援活動を行う一般社団法人。

## 概要
一般社団法人である本法人は2012年10月4日に設立され、東日本大震災による被災地の復興支援のため、ライブエンタテインメント活動で得た収益の全額を東北地区の「PIT」の開設・運営・エンタテインメントを通じた復興支援活動に適用するとした。主たる事務所の所在地は、東京都渋谷区東一丁目2番20号 渋谷ファーストタワー3階（ぴあ株式会社内）。代表理事は、ぴあ株式会社の代表取締役社長の矢内廣。
継続的な復興支援活動を行う経済的な基盤が必要であるため、エンターテイメント専用施設である「チームスマイル・PIT（ピット）」という名前の新たな4つのシアターの開設を目指して、最初に東京都江東区豊洲に豊洲PITを2014年10月17日に開設し、岩手県釜石市、福島県いわき市、宮城県仙台市にも同様の施設を建設した。
シアター名の「PIT」は"Power Into Tohoku!"を略したものである。
設立当初より10年間を一つの目途に据えて活動していたが、新型コロナウイルス騒動の影響もあり、震災から11年目となる2022年12月をもって社団法人としての全活動を終了することを決定した。4つのシアターは順次、地元の会社やぴあ本体に譲渡して営業を継続する。

## 施設一覧
表中の収容数は全てオールスタンディングの場合による。内訳についてはスタンディング、固定座席、椅子を、それぞれ「（ス）」「（座）」「（椅）」と略記。
| 名称      | 画像 | 収容数                      | 開業日         | こけら落し | 所在地 （アクセス）                                        | 位置                                   | 解散以降の運営予定会社                                         |
| --------- | ---- | --------------------------- | -------------- | --- | ---------------------------------------------------------- | -------------------------------------- | -------------------------------------------------------------- |
| 釜石PIT   |      | 0150席（座）                | 2016年1月9日   | 岸谷香 ゴスペラーズ | 岩手県釜石市大町1-1-10 （/三鉄 釜石駅より徒歩9分）         | 北緯39度16分22.3秒 東経141度52分45.5秒 | 釜石まちづくり株式会社（第三セクターのエリアマネジメント会社） |
| 仙台PIT   |      | 1,451人（ス）               | 2016年3月11日  | プリンセス プリンセス | 宮城県仙台市太白区あすと長町2-2-50 （/ 長町駅より徒歩5分） | 北緯38度13分25秒 東経140度53分8.4秒    | ぴあ                                                           |
| いわきPIT |      | 0200席（座）                | 2015年7月24日  | 岸谷香 渡辺敦子 | 福島県いわき市平祢宜町5-13 （ いわき駅より徒歩10分）       | 北緯37度3分28.1秒 東経140度54分4.1秒   | 真砂不動産（地元の不動産会社）                                 |
| 豊洲PIT   |      | 3,103人（ス） 1,336席（椅） | 2014年10月17日 | 甲斐バンド、川井郁子、岸谷香、小六禮次郎、紫舟、西田敏行、 倍賞千恵子、溝口肇、ウカスカジー、キマグレン、ゲスの極み乙女。 | 東京都江東区豊洲6-1-23 （ゆりかもめ 新豊洲駅より徒歩3分）  | 北緯35度38分58.5秒 東経139度47分18秒   | ぴあ                                                           |